# Dri Horlini
Dri Horlini är en bergstopp i Schweiz. Den ligger i distriktet Visp och kantonen Valais, i den södra delen av landet. Toppen på Dri Horlini är 3 210 meter över havet.
Den högsta punkten i närheten är Weissmies, 4 023 meter över havet, 1,6 km norr om Dri Horlini.
Trakten runt Dri Horlini består i huvudsak av kala bergstoppar.